# 케랄라주

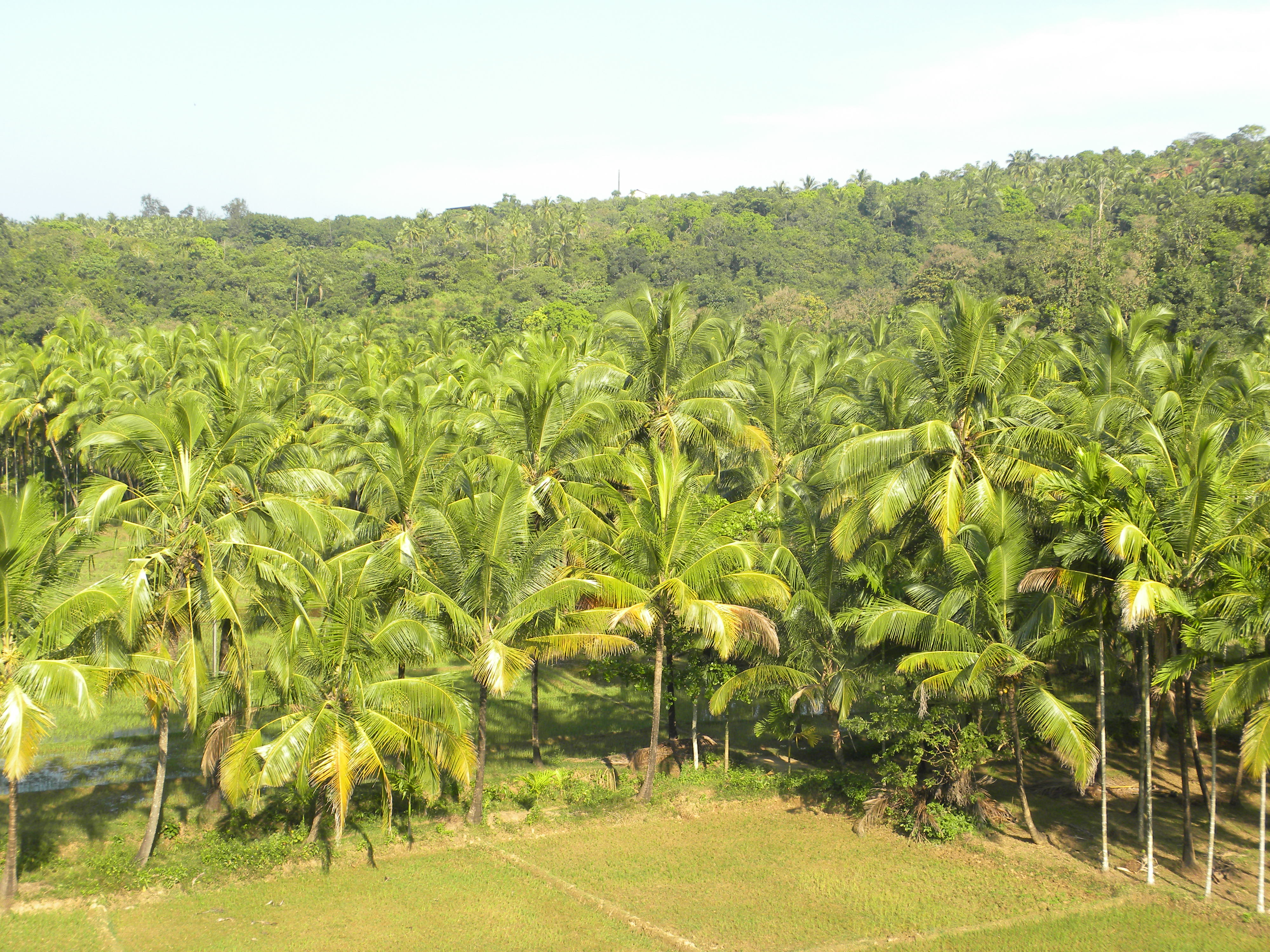
케랄라에는 많은 코코넛 나무가 있다.

케랄라주(말라얄람어: കേരളം, 힌디어: केरल)는 인도 남서부 해안에 위치한 연방주이다. 문화적, 인종적으로 드라비다족에 속하는 남인도 4개 주의 하나이며, 주도는 티루바난타푸람이다. '케랄라'라는 이름은 옛날 이 지역에 존재하던 왕국인 체라에서 따왔다.

## 정치
헌법에 따라 주의 행정 수반은 주지사이다. 입법부는 직선제에 의한 단원제 의회로 구성된다. 케랄라주는 사회주의, 공산주의 세력이 강한 주의 하나로, 현 집권당은 인도 공산당 소속인 좌파민주전선(Left Democratic Front)이며, 인도 내에서 드물게 양성평등과 평등교육, 노동자-농민의 권리증진, 사회의 세속화, 생산수단의 사회화, 무계급화가 상당히 높은 수준으로 진행되어있다.

## 경제
케랄라주의 경제는 집권 정당의 사회주의 정책에 따라 오랫동안 복지를 중시하는 체제였으나, 근래는 자유주의 요소도 혼용하고 있다. 케랄라 주의 생산은 인도 전체의 약 3.2% 정도를 차지하며, 소득 수준은 인도 평균보다 훨씬 높다.
코치(코친)에는 인도 국영조선소의 하나인 코친 조선소와 해군기지가 있다. 코친 조선소는 45,000톤급 인도 토종항모 건조지이다.

## 교육
케랄라주의 문해율은 90~94%로 인도 평균(61%)보다 높다. 이런 성과들은 여성과 빈곤 아동들에 대한 주 정부적 지원을 골자로 하는 교육 개혁의 결과이다.

## 문화
케랄라는 고대 남인도의 드라비다와 북 인도의 아리아인의 문화적 요소를 바탕으로, 독자적인 문화를 발달시켰다.
유럽과 중국, 동남아시아 등의 무역 거점지로서 번성하여, 개방적인 문화가 특징이다. 주 공용어인 말라얄람어로 쓰인 문학 작품이 풍부하게 존재하며, 말라얄람어권 영화는 주내에서 헐리우드 및 발리우드 영화와 경쟁 중이다. 주요 종교는 힌두교, 이슬람교이며 기독교의 비율이 19%에 달할 정도로 다른 주에 비해 상당하다. 주의 도시인 코친에서는 코친 유대인들이 오랫동안 유대교 신앙을 지키며 거주하였다.

## 사건
- 콜람 사원 화재 (2016년)

## 인구
| 연도                  | 인구       | ±%     |
| --------------------- | ---------- | ------ |
| 1901                  | 6,396,262  | —      |
| 1911                  | 7,147,673  | +11.7% |
| 1921                  | 7,802,127  | +9.2%  |
| 1931                  | 9,507,050  | +21.9% |
| 1941                  | 11,031,541 | +16.0% |
| 1951                  | 13,549,118 | +22.8% |
| 1961                  | 16,903,715 | +24.8% |
| 1971                  | 21,347,375 | +26.3% |
| 1981                  | 25,453,680 | +19.2% |
| 1991                  | 29,098,518 | +14.3% |
| 2001                  | 31,841,374 | +9.4%  |
| 2011                  | 33,406,061 | +4.9%  |
| 출처: Census of India |            |        |

## 기후
| Kerala의 기후            | Kerala의 기후 | Kerala의 기후 | Kerala의 기후 | Kerala의 기후 | Kerala의 기후 | Kerala의 기후 | Kerala의 기후 | Kerala의 기후 | Kerala의 기후 | Kerala의 기후 | Kerala의 기후 | Kerala의 기후 | Kerala의 기후   |
| 월                       | 1월           | 2월           | 3월           | 4월           | 5월           | 6월           | 7월           | 8월           | 9월           | 10월          | 11월          | 12월          | 연간            |
| ------------------------ | ------------- | ------------- | ------------- | ------------- | ------------- | ------------- | ------------- | ------------- | ------------- | ------------- | ------------- | ------------- | --------------- |
| 일평균 최고 기온 °C (°F) | 30 (86)       | 31 (88)       | 32 (90)       | 34 (93)       | 34 (93)       | 30 (86)       | 29 (84)       | 29 (84)       | 29 (84)       | 30 (86)       | 30 (86)       | 31 (88)       | 34 (93)         |
| 일평균 최저 기온 °C (°F) | 22 (72)       | 23 (73)       | 24 (75)       | 25 (77)       | 25 (77)       | 24 (75)       | 23 (73)       | 23 (73)       | 23 (73)       | 23 (73)       | 23 (73)       | 22 (72)       | 22 (72)         |
| 평균 강우량 mm (인치)    | 8.7 (0.34)    | 14.7 (0.58)   | 30.4 (1.20)   | 109.5 (4.31)  | 239.8 (9.44)  | 649.8 (25.58) | 726.1 (28.59) | 419.5 (16.52) | 244.2 (9.61)  | 292.3 (11.51) | 150.9 (5.94)  | 37.5 (1.48)   | 2,923.4 (115.1) |
| 출처:                    |               |               |               |               |               |               |               |               |               |               |               |               |                 |

## 같이 보기
- 남인도